# طوطی گونه‌نارنجی
طوطی گونه نارنجی (نام علمی: Pyrilia barrabandi) گونه‌ای از طوطیان است که در جنگل‌های آمازونی کوه آند و در جنگل‌های مرطوب زمین‌های پست قسمت‌های شمال غربی، جنوب غربی و جنوب مرکزی حوزهٔ رودخانهٔ آمازون در آمریکای جنوبی زندگی می‌کند.
نام علمی این طوطی به افتخار ژاک بارابان، نقاش فرانسوی انتخاب شده است.